# Ігри XXXII Олімпіади (срібна монета)
«Ігри XXXII Олімпіади» — срібна пам'ятна монета номіналом 10 гривень, випущена Національним банком України, присвячена ХХХІІ літнім Олімпійським іграм 2020 року, проведення яких було заплановано в столиці Японії – Токіо (фактично проведено в 2021 році).
Монету введено в обіг 22 липня 2020 року. Вона належить до серії «Спорт».

## Опис та характеристики монети
| Номінал грн. | Метал           | Маса, грам | Діаметр, мм. | Якість виготовлення | Гурт                           | Тираж, штук |
| ------------ | --------------- | ---------- | ------------ | ------------------- | ------------------------------ | ----------- |
| 10           | срібло (Ag 925) | 31.1       | 38.6         | пруф                | гладкий із заглибленим написом | 4 000       |

### Аверс
На аверсі монети ліворуч зверху розміщено малий Державний Герб України. Композиція, стилізована під мистецтво оригамі, розділяє монету на дві частини, стилізовані під струмок з рибами, ліворуч квітку японської вишні (сакури) та токійські архітектурні спорудження (з правої сторони). По центру на дзеркальному тлі вертикально розташовано написи: "УКРАЇНА", номінал – "10 ГРИВЕНЬ" та праворуч рік випуску "2020".

### Реверс
На реверсі монети зображено зверху зображено стилізований сонячний диск на тлі гори Фудзі, а унизу розташовується логотип Національного олімпійського комітету України. У центрі на дзеркальному тлі зображено окремі олімпійські види спорту.

## Автори
- Художник — Куц Марина.

- Скульптори:  Атаманчук Володимир, Іваненко Святослав.Будівля Національного банку України

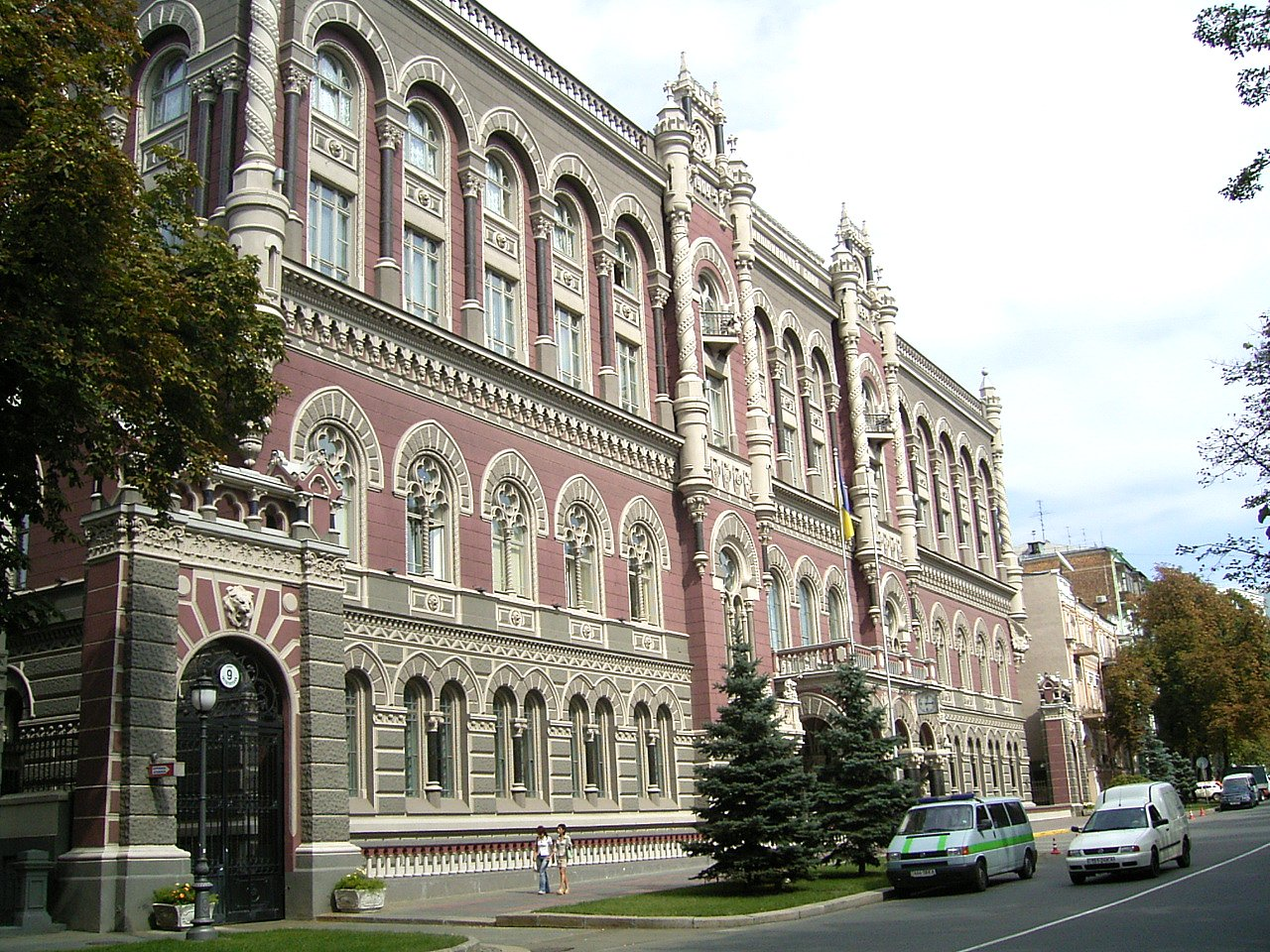
Будівля Національного банку України

## Вартість монети
Роздрібна ціна Національного банку України у 2020 році була 1 818 гривень.
Фактична приблизна вартість монети, з роками змінювалася так:
| Рік        | 2021  | 2022  | 2023  | 2024  | 2025  |
| ---------- | ----- | ----- | ----- | ----- | ----- |
| Ціна, грн. | 1 950 | 2 100 | 2 250 | 2 450 | 2 500 |